# Posten Norge
Posten Norge est l'entreprise publique norvégienne chargée de la distribution du courrier.

## Histoire
Posten a été fondée en janvier 1647 sous le nom de Postvesenet ("le système postal") par le maître de poste général Henrik Morian. Elle a été établie en tant qu'entreprise privée et le roi Christian IV a donné sa bénédiction à la fondation de l'entreprise. Postvesenet a été gérée de manière privée jusqu'en 1719, date à laquelle l'État a pris le relais. À partir de ce moment, le service postal national était un monopole d'État. Les services postaux locaux de la ville sont restés privés, mais en 1888, une nouvelle loi postale a été introduite qui a étendu le monopole à l'ensemble du pays.
En 1933, Postvesenet a été rebaptisé Postverket. En 1996, Posten Norge BA a été créée en tant que société d'État dans laquelle l'État norvégien avait responsabilité limitée. En 2002, Posten a changé sa structure d'entreprise en celle d'une société par actions, pour préparer l'entreprise à la déréglementation attendue du marché postal norvégien. Posten Norge AS est toujours entièrement détenue par l'État norvégien et le processus de libéralisation a été reporté à 2011 par le gouvernement.